# روز دامنه عمومی
روز دامنه عمومی ( پی دی دی) به مناسبت دورانی است که حق چاپ سرآمد می‌شود و پیامدها به مالکیت عمومی ورود می‌کنند.  این جابجایی قانونی مالکیت حق نسخه‌برداری به مالکیت مردمی طبق معمول هر‌سال در تاریخ ۱ ژانویه طبق قوانین تکثیر حق نسخه‌برداری هر کشور رخ می‌دهد. 
برگزار کردن«روز حوزه عمومی» در روز‌های نخست آن غیر رسمی به شمار می‌رفت. نخستین نام‌برده شده در سال ۲۰۰۴ توسط والاس مک لین (یک فعال حوزه عمومی کانادا) بود،  با پشتیبانی از این آرمان توسط لارنس لسیگ .  چندین وب‌سایت نویسنده‌هایی را لیست بندی می‌کنند که آثار آنان هر سال در تاریخ ۱ ژانویه به دامنه عمومی ورود پیدا می‌کند. کنش‌هایی در کشورهای سرتاسر جهان توسط سازمان‌های گوناگون تحت‌نام‌های روز دامنه عمومی موجود است.

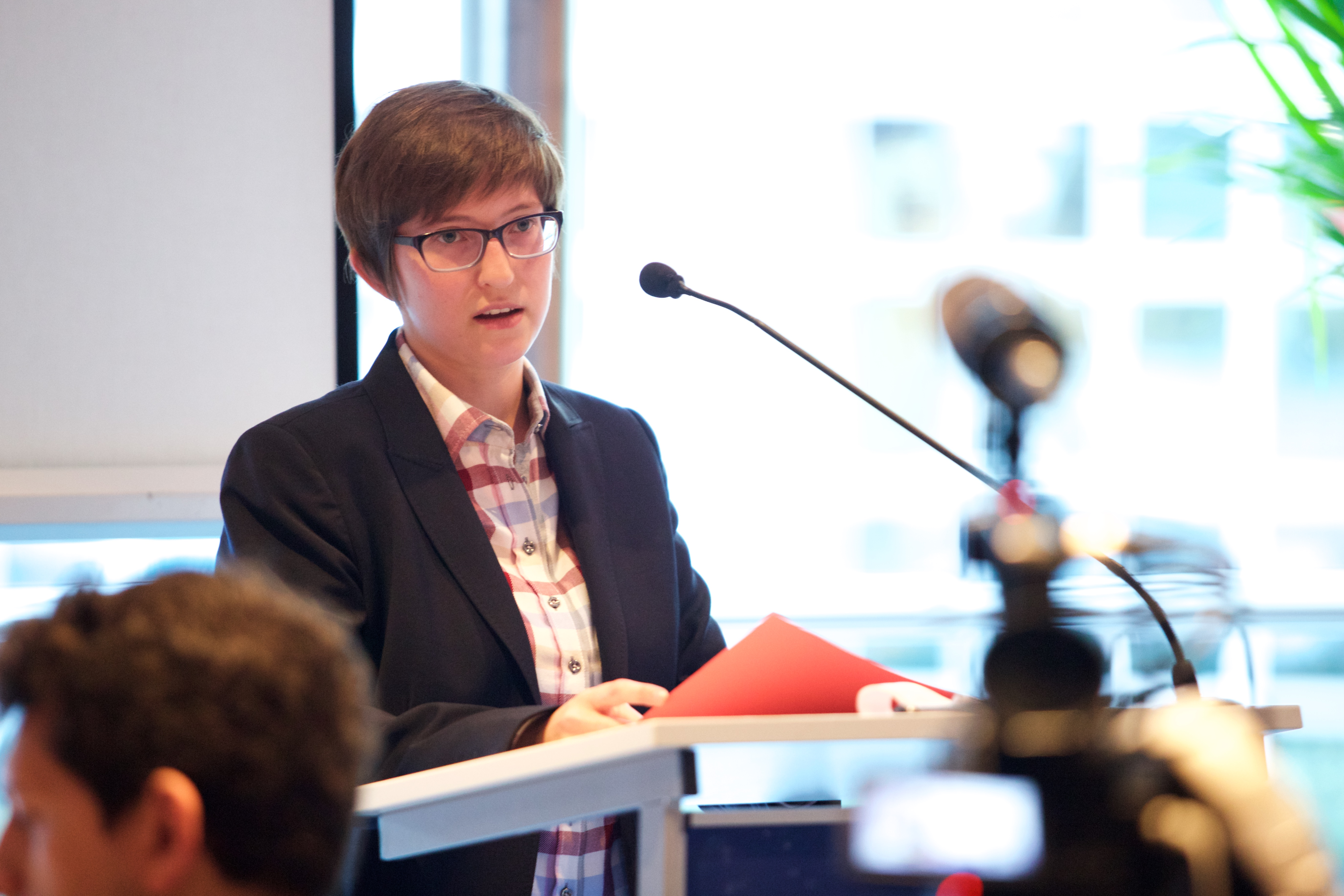
پرتره مالکیت عمومی از یک جشن مالکیت عمومی در سال ۲۰۱۶ (بروکسل ، فلیکس ردا در حال سخنرانی

### 2019
روز دامنه عمومی در سال ۲۰۱۹ در ایالات متحده بسیار پر اهمیت بود، چون این روز نخستین روزی بود که از هنگام پایه گذاری رویداد دارای اختتام حق نسخه‌برداری با مفهوم بود: در سال ۱۹۹۸ با پذیرش قانون تداوم مدت حق نسخه‌برداری سانی بونو یک توقف ۲۰ ساله اجرا گردید.  چندین اقدامات برای تقدیس نمودن این رویداد صورت گرفت، مثل قسمت خصوصی در کتابخانه های ام آی تی برای فعالیت های حوزه عمومی  و "افتتاحیه بزرگ دامنه عمومی"  که در پرونده اینترنت با حضور گروه عوام اخلاق، بنیاد مرز های الکترونیکی و بنیاد ویکی مدیا ، در بین دانشمندان نظیر همچون پام ساموئلسون ، لارنس لسیگ و جیمز بویل.

### ۲۰۲۲
در سال ۲۰۲۲ در ایالات متحده، علاوه بر آثار انتشار گردیده در سال ۱۹۲۶ که حق چاپ آنان تداوم پیدا کرده بود، نزدیک ۴۰۰,۰۰۰ صدای ضبط گردیده شده پیش از سال ۱۹۲۳ نیز به عنوان قسمتی از قانون کلاسیک به مالکیت مردمی دست یافت. 